# Olof Hising (borgmästare)
Olof Hising, född på 1680-talet, död september 1728, var en svensk borgmästare, riksdagsledamot och politiker.

## Biografi
Olof Hising föddes på 1680-talet. Han var son till borgmästaren Carl Hising (1646–1702) och Barbro Petre i Köping. Hising blev 1693 student vid Uppsala universitet. Han blev 1703 stadskassör i Köping och 1708 stadssekreterare i staden. Hising blev 1714 borgmästare i Köping och 1722 provincialfiskal. Han var 1704–1720 postmästare i Köping. Hising avled 1728.
Hising var riksdagsledamot för borgarståndet i Köping vid riksdagen 1719.
Hising gifte sig med Maja Stina Rydelia.